# Cire (oiseau)
Pour les articles homonymes, voir Cire (homonymie).
 (février 2024).
Si vous disposez d'ouvrages ou d'articles de référence ou si vous connaissez des sites web de qualité traitant du thème abordé ici, merci de compléter l'article en donnant les références utiles à sa vérifiabilité et en les liant à la section « Notes et références ».

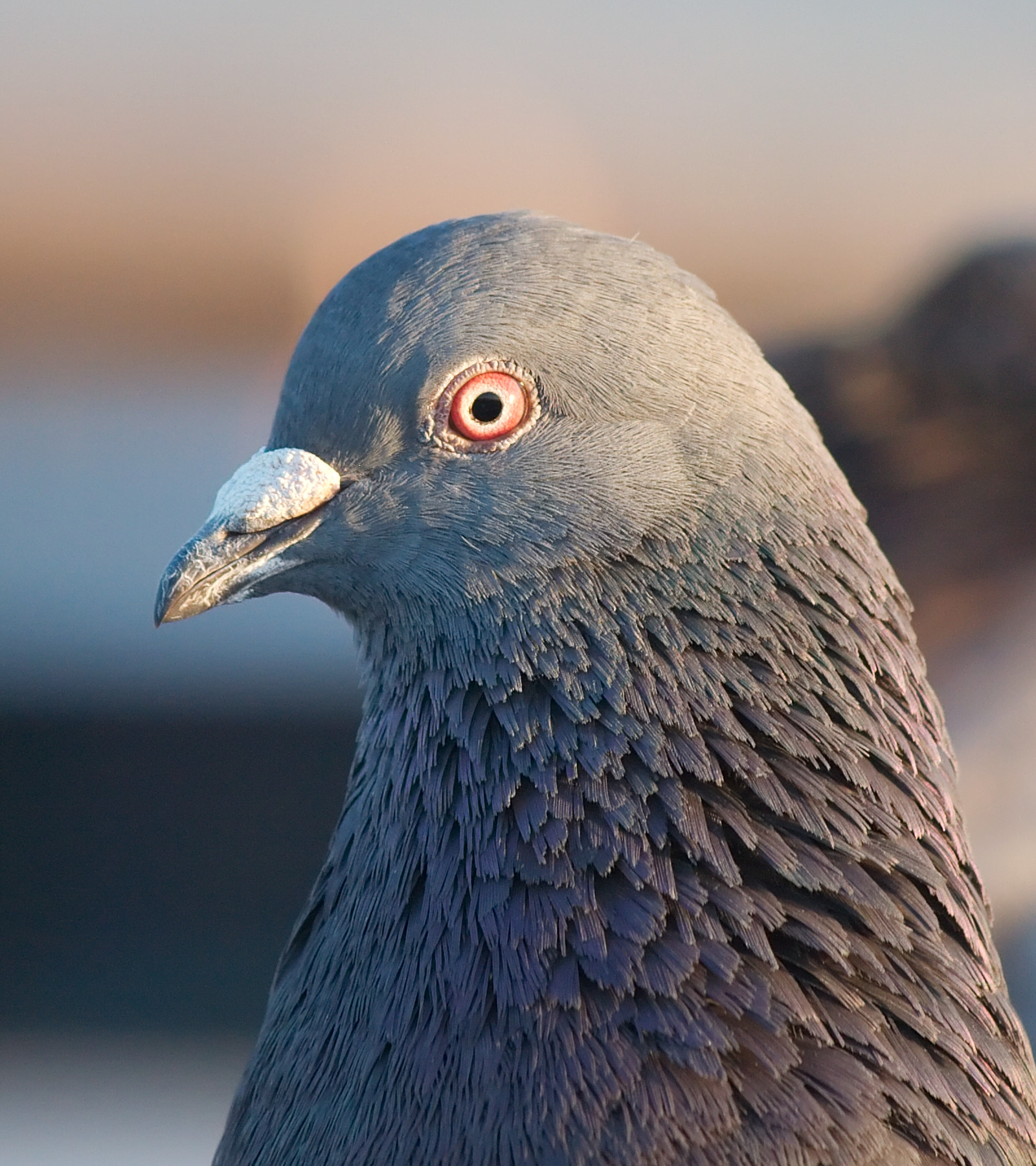
Le Pigeon biset, Columba livia. La cire de couleur gris clair est bien visible à la base du bec.

La cire (du latin cera : « cire ») ou opercule est un renflement mou et charnu à la partie supérieure de la base du bec de certains oiseaux. Les faucons, les perroquets, les pigeons et les labbes sont quelques-uns des oiseaux qui ont une cire. La cire indique le stade du cycle de reproduction de certains oiseaux dimorphiques et a également une fonction clé dans la respiration.

## Caractéristiques physiques
La cire est située dans la partie supérieure du bec et est souvent de texture cireuse. Sa couleur varie d'une espèce à l'autre et dépend aussi de la saison. Elle contient les narines. Sa forme varie selon les espèces. Chez les faucons, l'ouverture des narines est à peu près de forme circulaire. 

## Rôle dans la respiration

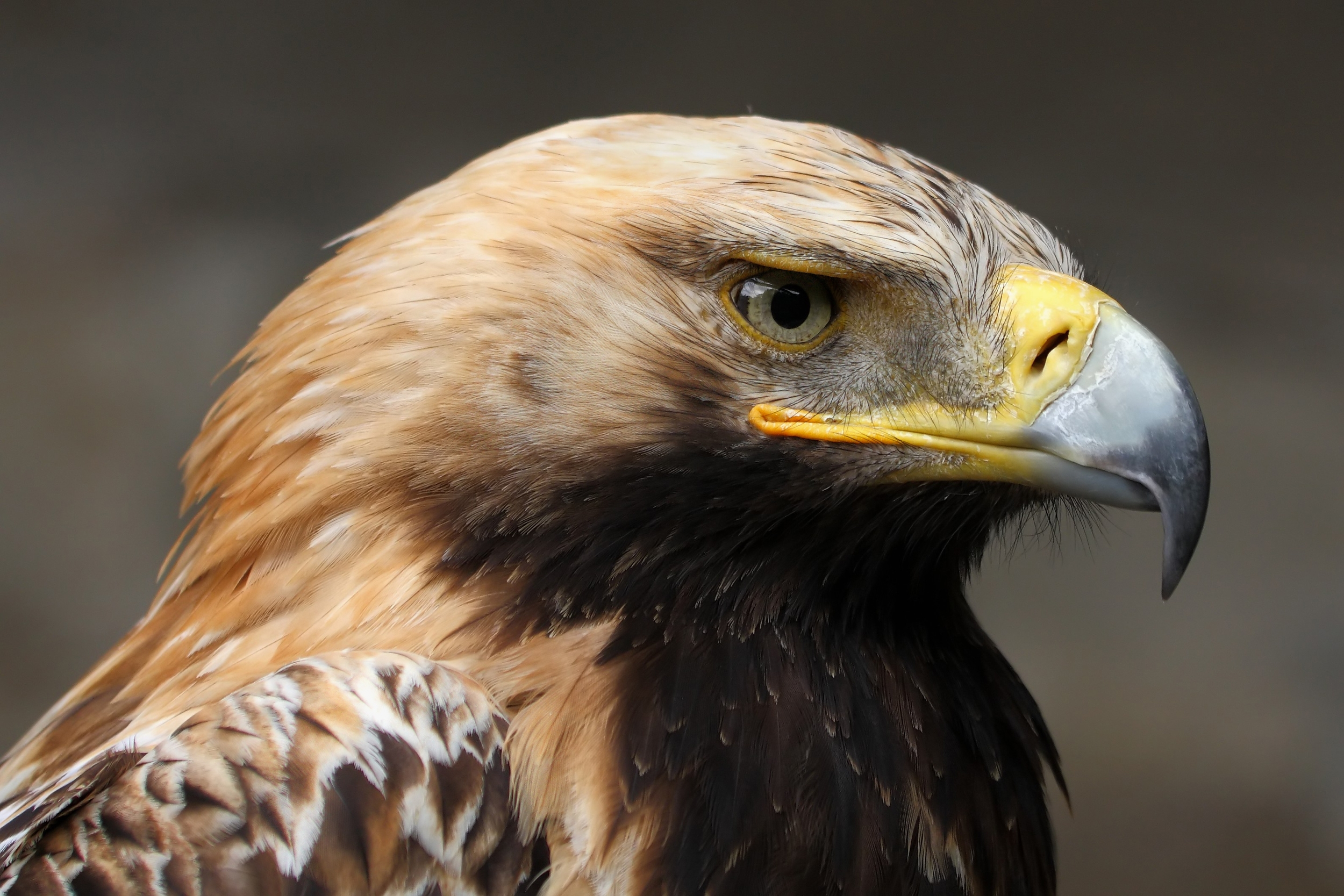
Cire d'un aigle impérial.

Les narines sont situées dans la cire. Les narines communiquent avec l'intérieur du bec, lui-même relié au système respiratoire de l'oiseau. Ainsi, la cire joue un rôle important dans la respiration et la protection des narines. 

## Rôle dans l'indication du cycle de reproduction
Les perruches ondulées sont dimorphiques au niveau de la cire. Les mâles ont une cire bleu vif à maturité alors que chez les femelles, elle est fauve. La cire des perruches femelles semble également ridée et se développe pendant les périodes de fertilité. Les perruches immatures ont une cire rose pâle, lisse et brillante. 